# Parapsettus panamensis
Parapsettus panamensis – gatunek ryby z rodziny szpadelkowatych (Ephippidae), jedyny przedstawiciel rodzaju Parapsettus.